# سازش (فیلم ۱۹۶۹)
سازش (انگلیسی: The Arrangement) فیلمی درام از الیا کازان محصول سال ۱۹۶۹ است که بر اساس رمانی به‌ همین نام از خود او ساخته شد.

## بازیگران
- کرک داگلاس
- فی داناوی
- دبورا کار
- ریچارد بون
- هیوم کرونین
- مایکل دی هیگینز
- هارولد گلد
- آن دران